# U-ICHIROW
U-ichirow（ユウイチロウ、1972年12月22日 - ）は、大阪府出身のDJ。deep joint Office所属。

## 人物・略歴
ハウスミュージックDJ。1986年からDJ活動をはじめ、2000年渡米、ニューヨークに移り住む。CLUB SHELTERにて土曜日にレギュラープレイ。
クラブ創世記より活躍するDJであり、今日のクラブDJのスタイルを確立した世界的パイオニアの奇才Nicky Sianoは　U-ichirowの奏でる音に対し、「u-ichirow mixes make me get up and dance in my house」とメッセージを残し称えている。
2005年よりDJ U-ICHIROW JAPAN TOURを各地で行う。プレイスタイルは常に愛に溢れ不可思議で神秘、現在のさまざまな細分化された音をオールラウンドに空間を自由に操り、フロアーのクラウドをインナートリップに導く。この世の明と暗のはざまを司る孤高なDJだと、言われている。（iFLYER引用）

## 出演

### クラブ
- club shelter NYC
- Sullivan Room NYC
- art land Brooklyn NYC
- BAR JAZZ　大阪
- WEDGE 東京
- la fabrique 東京
- the hakata 札幌
- flore cafe 札幌
- stand bop 福岡
- decadentDELUXE 福岡
- dooz 福島
- Raise 群馬
- BUBBLE 水戸
- BaoBab 青森
- planet cafe 浜松
- club jam 岡山
- club axis 香川
- nude 香川
- 第八倉庫 帯広
- m-cosmo 熊本

### ラジオ
- SHIBUYA-FM（東京）
- FM NORTH WAVE（札幌）
- SPACE MUSHROOM